# Вронки
Вронки (пољ. Wronki) град је у Пољској, у Војводству великопољском. По подацима из 2012. године број становника у месту је био 11 615.
.

## Становништво
| 2012.  |
| ------ |
| 11.615 |

## Партнерски градови
- Plérin